# Delito federal
En Estados Unidos un delito federal o una ofensa federal es un delito que se ha declarado ilegal por la legislación federal de Estados Unidos (Título 18 del Código de los Estados Unidos) o un delito que ocurre en la propiedad federal de Estados Unidos. 
El Buró Federal de Investigaciones (FBI, por sus siglas en inglés) es el organismo encargado de investigar los delitos federales en Estados Unidos. 
Algunos ejemplos de delitos federales son el secuestro, la evasión fiscal, la falsificación, el robo de importantes obras de arte de un museo, dañar o destruir buzones, los delitos de inmigración, el porte de armas químicas o biológicas, los delitos informáticos y desde 1965 con el asesinato de John F. Kennedy, el asesinato de un presidente y/o vicepresidente. damaging or destroying public mailboxes, electoral fraud, immigration offenses, and since 1965 in the aftermath of President John F. Kennedy's assassination, assassinating or attempting assassination of the President or Vice President.
En Argentina son delitos federales robos y fraudes a bancos, fraudes de correo, soborno a oficial públicos, contrabando, tenencia ilegal de armas de guerra, casos de pornografía infantil, etc. En México son los delitos contra la seguridad de la nación, violaciones al derecho internacional y a la humanidad, etc. 